# Augusto Montaño
Salvador Augusto Montaño Estrada (Ciudad de México, 25 de octubre de 1984) es un artista marcial mixto mexicano que ha competido en las divisiones de peso wélter y peso medio de Ultimate Fighting Championship (UFC).

## Primeros años
Montaño empezó a entrenar a la edad de 15 años en Kung Fu como deporte pero también para saber cómo responder a la agresión física y la violencia de crecer en un barrio duro y peligroso como lo es Nezahualcóyotl, (Estado de México), ubicado a unas horas de la Ciudad de México.
Tiene un hermano menor llamado Erick, que también es peleador de MMA. Desde sus inicios, ambos están vinculados al equipo deportivo de MMA Bonebreakers.

## Carrera de artes marciales mixtas

### Carrera temprana
Dodger Montaño hizo su debut profesional en MMA en noviembre de 2008. Ganó y defendió títulos medianos en Xtreme Fighter Society, Xtreme Fighters Latino y Xtreme Kombat varias veces.
Montaño luchó extensamente en su México natal y acumuló un récord de 14-1 antes de unirse al Ultimate Fighting Championship.

### Ultimate Fighting Championship
Montaño hizo su debut promocional contra Chris Heatherly el 15 de noviembre de 2014 en UFC 180.   Montaño ganó la pelea por TKO en la primera ronda.
Montaño se enfrentó a Cathal Pendred el 13 de junio de 2015 en UFC 188. Perdió la pelea por decisión unánime. Montaño resultó positivo para los metabolitos de testosterona en el control posterior a la pelea y recibió una suspensión de un año.
Montaño se enfrentó a Belal Muhammad el 17 de septiembre de 2016 en UFC Fight Night 94. Perdió la pelea por nocaut técnico en la tercera ronda.

## Vida personal
En febrero de 2018, es nombrado instructor jefe (head coach) del equipo Bonebreakers sustituyendo a Raúl "Senk" Salas.

## Campeonatos y logros
- Xtreme Fighter Society
  - Campeonato Peso Medio de XFS (una vez)

- Xtreme Fighters Latino
  - Campeonato Peso Medio de XFL (una vez)

- Xtreme Kombat
  - Campeonato Peso Medio de XK (una vez)

## Récord en artes marciales mixtas
| Récord profesional | Récord profesional | Récord profesional |
| 18 peleas          | 15 victorias       | 3 derrotas         |
| ------------------ | ------------------ | ------------------ |
| Nocaut             | 10                 | 1                  |
| Sumisión           | 5                  | 0                  |
| Decisión           | 0                  | 2                  |

| Resultado | Récord | Oponente             | Método                      | Evento                               | Fecha                    | Ronda | Tiempo | Localización     | Notas                                         |
| --------- | ------ | -------------------- | --------------------------- | ------------------------------------ | ------------------------ | ----- | ------ | ---------------- | --------------------------------------------- |
| Derrota   | 15–3   | Belal Muhammad       | TKO (golpes)                | UFC Fight Night: Poirier vs. Johnson | 17 de septiembre de 2016 | 3     | 4:19   | Hidalgo          |                                               |
| Derrota   | 15–2   | Cathal Pendred       | Decisión (unánime)          | UFC 188                              | 13 de junio de 2015      | 3     | 5:00   | Ciudad de México |                                               |
| Victoria  | 15–1   | Chris Heatherly      | TKO (golpes)                | UFC 180                              | 15 de noviembre de 2014  | 1     | 4:50   | Ciudad de México |                                               |
| Victoria  | 14–1   | Santana-Sol Martinez | KO (golpe)                  | Jackson's MMA Series 12              | 31 de mayo de 2014       | 1     | 1:38   | Pueblo           | Debut en peso wélter.                         |
| Victoria  | 13–1   | Jason Clayton        | Sumisión (Rear-naked choke) | Jackson's MMA Series 11              | 10 de agosto de 2013     | 4     | 4:24   | Albuquerque      |                                               |
| Victoria  | 12–1   | Edwin Aguilar        | TKO (golpes)                | Xtreme Kombat 17                     | 21 de septiembre de 2012 | 3     | 1:20   | Ciudad de México | Ganó el Campeonato de Peso Mediano de la XK.  |
| Victoria  | 11–1   | Rafael Arias         | TKO (golpes)                | Xtreme Kombat 13                     | 1 de junio de 2012       | 1     | 1:09   | Ciudad de México | Ganó el Campeonato de Peso Mediano de la XK.  |
| Victoria  | 10–1   | Julio Cesar Cruz     | TKO (golpes)                | Xtreme Kombat 9                      | 25 de marzo de 2012      | 1     | 1:16   | Ciudad de México | Ganó el Campeonato de Peso Mediano de la XK.  |
| Derrota   | 9–1    | Sam Alvey            | Decisión (unánime)          | Chihuahua Extremo                    | 5 de noviembre de 2011   | 3     | 5:00   | Chihuahua        |                                               |
| Victoria  | 9–0    | Edvaldo de Oliveira  | Sumisión (Guillotine choke) | Jungle Fight 22                      | 18 de septiembre de 2010 | 0     | 0:41   | São Paulo        |                                               |
| Victoria  | 8–0    | Jorge Enrique Macias | TKO (golpes)                | Xtreme Fighters Latino 4             | 5 de noviembre de 2009   | 1     | 0:53   | Ciudad de México | Ganó el Campeonato de Peso Mediano de la XFL. |
| Victoria  | 7–0    | Lucio Hernandez      | KO (golpe)                  | Xtreme Fighters Latino 3             | 15 de octubre de 2009    | 1     | 2:06   | Ciudad de México |                                               |
| Victoria  | 6–0    | Daniel Aragon        | Sumisión (Rear-naked choke) | Xtreme Fighters Latino 1             | 22 de agosto de 2009     | 1     | 1:46   | Ciudad de México |                                               |
| Victoria  | 5–0    | Mike Lemaire         | Sumisión (Armbar)           | MMA Xtreme 23                        | 15 de agosto de 2009     | 1     | 1:41   | Cancún           |                                               |
| Victoria  | 4–0    | João Assis           | Decisión (unánime)          | Total Combat 33                      | 11 de julio de 2009      | 1     | 4:43   | Ciudad de México |                                               |
| Victoria  | 3–0    | Alberto Lopez        | Sumisión (Armbar)           | Xtreme Fighter Society 1             | 28 de noviembre de 2008  | 1     | 0:57   | Ciudad de México | Ganó el Campeonato de Peso Medio XFS.         |
| Victoria  | 2–0    | Miguel Carrasco      | TKO (golpes)                | Xtreme Fighter Society 1             | 28 de noviembre de 2008  | 3     | 2:25   | Ciudad de México |                                               |
| Victoria  | 1–0    | Jorge Serratos       | TKO (golpes)                | Xtreme Fighter Society 1             | 28 de noviembre de 2009  | 1     | 1:11   | Ciudad de México |                                               |